# 詹尼·贝尔托洛蒂
詹尼·贝尔托洛蒂（義大利語：Gianni Bertolotti，1950年2月12日—），意大利男子篮球运动员。他曾代表意大利获得1976年夏季奥运会篮球比赛男子第五名。他也曾在1975年欧洲篮球锦标赛获得铜牌。